# Clarence Seedorf
Clarence Seedorf (sinh ngày 1 tháng 4 năm 1976 tại Paramaribo, Suriname) là cựu cầu thủ bóng đá người Hà Lan và cựu huấn luyện viên của câu lạc bộ AC Milan. Anh là người đầu tiên và duy nhất cho đến nay, từng đoạt 4 chức vô địch UEFA Champions League với 3 câu lạc bộ khác nhau: Ajax (1994–95), Real Madrid (1997–98), và AC Milan (2002–03, 2006–07). Ngoài ra, Seedorf là cầu thủ châu Âu đầu tiên đoạt được Intercontinental Cup (nay gọi là FIFA Club World Cup) 2 lần với 2 câu lạc bộ khác nhau (Madrid 1998 và Milan 2007). Ngoài ra, anh từng chơi cho Sampdoria và Internazionale.

## Sự nghiệp

### Thiếu niên
Seedorf bắt đầu sự nghiệp trong vai trò một tiền vệ cánh phải tại Ajax Amsterdam vào đầu thập niên 1990. Anh đá trận bóng chuyên nghiệp đầu tiên vào ngày 29 tháng 11 năm 1992, trong trận đấu với FC Groningen khi mới 16 tuổi 242 ngày, và là cầu thủ trẻ nhất trong lịch sử của Ajax từ trước đến nay. Trong giai đoạn đầu, anh đã dẫn dắt Ajax chiến thắng giải Eredivisie năm 1994 và 1995. Anh cũng là cầu thủ chủ chốt làm nên chức vô địch UEFA Champions League năm 1995 của Ajax. Mùa hè năm 1995, với những thể hiện của mình, anh được mời đến Sampdoria và chơi ở đó 1 mùa giải, ghi được 3 bàn thắng.

### Real Madrid
Seedorf chuyển sang Real Madrid vào năm 1996, giúp đội này đoạt La Liga ngay trong mùa bóng đầu tiên của anh. Mùa bóng thứ 2, 1997-1998, anh giữ vai trò dẫn dắt và đã giúp Real vô địch Champions League sau trận chung kết thắng 1-0 trước Juventus, đây cũng là danh hiệu vô địch châu Âu thứ hai của Seedorf. Trong thời gian chơi cho Real Madrid, Seedorf ghi một bàn thắng nổi tiếng vào lưới Atlético de Madrid: một cú sút cực mạnh từ khoảng cách 45 yards. Seedorf chấm dứt thời gian tại Real Madrid và trở lại Ý vào mùa bóng 1999-2000, để gia nhập cho Inter Milan.

### Inter Milan
Ngoại trừ việc giúp Inter đi đến trận chung kết Coppa Italia năm 2000, một trận mà họ đã thua, thì Seedorf không có những cống hiến đặc biệt cho đội. Nhưng, cái tên anh sẽ được nhớ tới bởi nhiều người hâm mộ Inter vì hai bàn thắng trong trận hòa Juve 2-2 hôm 9 tháng 3 năm 2002, cả hai bàn đều từ những pha nỗ lực cá nhân.

### A.C. Milan

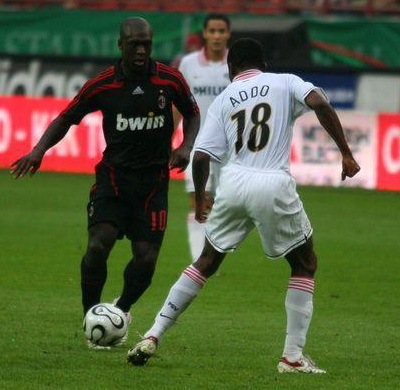
Clarence Seedorf thi đấu cho AC Milan khi anh đối mặt với Eric Addo của PSV trong một trận đấu giao hữu vào ngày 3 tháng 8 năm 2007 tại Sân vận động Lokomotiv, Moscow.

Sau 2 năm với Inter Milan, Seedorf chuyển đến câu lạc bộ cùng thành phố A.C. Milan vào năm 2002. Anh đoạt chiếc Coppa Italia với Milan vào năm 2003, đây là lần đầu tiên đội bóng đoạt cúp này sau 26 năm chờ đợi. Mùa bóng tiếp theo, Seedorf lần thứ 3 trở thành nhà vô địch châu Âu trong màu áo thứ 3, sau một trận chung kết toàn Ý tại Champions League mà Milan đã hòa Juve 0-0 rồi đả bại họ trong loạt sút luân lưu 11m. Sau sự kiện này, Seedorf trở thành người đầu tiên (và duy nhất cho đến nay) đoạt 3 chức vô địch châu Âu trong 3 màu áo. Mùa giải sau (2003-2004), Seedorf cùng AC Milan vô địch Serie A. Đây cũng là lần thứ 4 Seedorf đoạt chức vô địch quốc gia trong sự nghiệp, sau hai lần tại Hà Lan với Ajax và một lần tại Tây Ban Nha với Real Madrid.
Seedorf trở thành một trong những nhân tố chính giúp Milan đi đến trận chung kết UEFA Champions League 2005-06. Trận đấu tại Istanbul là một trận đáng nhớ sau khi Milan dẫn trước Liverpool 3-0 trong hiệp 1 và bị gỡ lại 3-3 trong hiệp 2, sau đó thua trong loạt đá luân lưu. Tại giải vô địch quốc gia năm đó, Milan về thứ 2 sau Juventus.
Năm 2006, AC Milan với những nhân tố chính là Seedorf, Andrea Pirlo, Kaká và Gennaro Gattuso đã một lần nữa thất bại tại vòng chung kết Champions League khi đã để thua Barcelona - đội mà sau đó đã lên ngôi vô địch - tại trận bán kết.

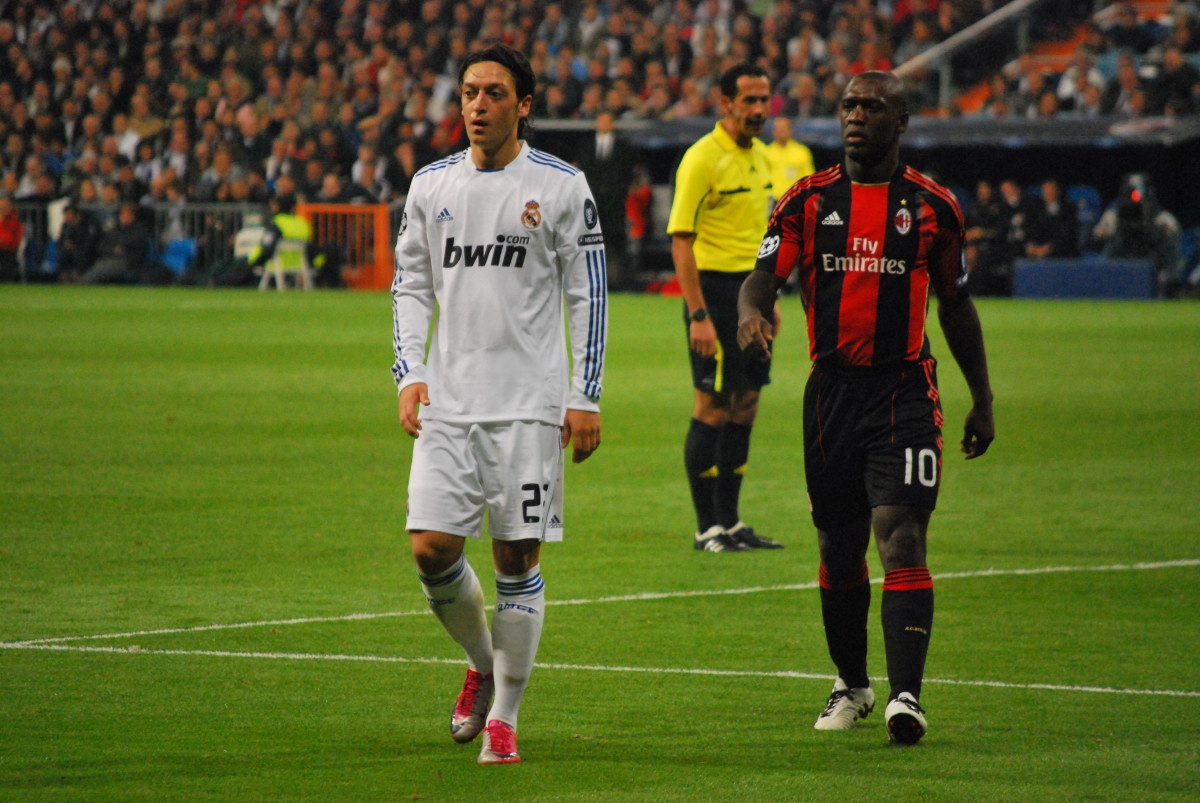
Seedorf chơi cho câu lạc bộ cũ Real Madrid. Bên trái anh là Mesut Özil.

Trong năm này, một vụ điều tra về gian lận tại Serie A đã diễn ra và Milan là đội bóng bị dính líu nhiều, nhưng họ vẫn được đồng ý cho đá tiếp tại giải vô địch châu Âu mùa bóng sau. Điều này làm cho các cầu thủ chủ chốt vẫn ở lại đội bóng. Tại UEFA Champions League 2006-07, Seedorf đã thể hiện một phong độ tốt. Anh cùng với Kaká trên hàng công đã tạo nên sức mạnh cho Milan. Seedorf đã có công lớn giúp đội bóng vượt qua Bayern Munchen và Manchester United để tiến tới trận chung kết tại Athens, nơi mà họ đã đánh bại Liverpool với tỉ số 2-1 để đoạt chức vô địch. Đây là lần thứ 4 vô địch châu Âu trong sự nghiệp của Seedorf. Tại lễ trao thưởng của Champions League, anh được trao giải tiền vệ xuất sắc nhất. Milan tiếp tục giành chiến thắng tại FIFA Club World Cup mà Seedorf là người góp công lớn.
Anh chơi trận đấu thứ 100 của mình tại Champions League vào ngày 4 tháng 11 khi Milan đối đầu với Celtic F.C. tại Champions League 2007-2008.
Tại Milan, Seedorf thường chơi ở vị trí cánh trái như một tiền vệ trung tâm thứ ba hay là hỗ trợ phía sau tiền đạo trong sơ đồ chiến thuật 4-3-2-1 của ông Carlo Ancelotti.

### Botafogo

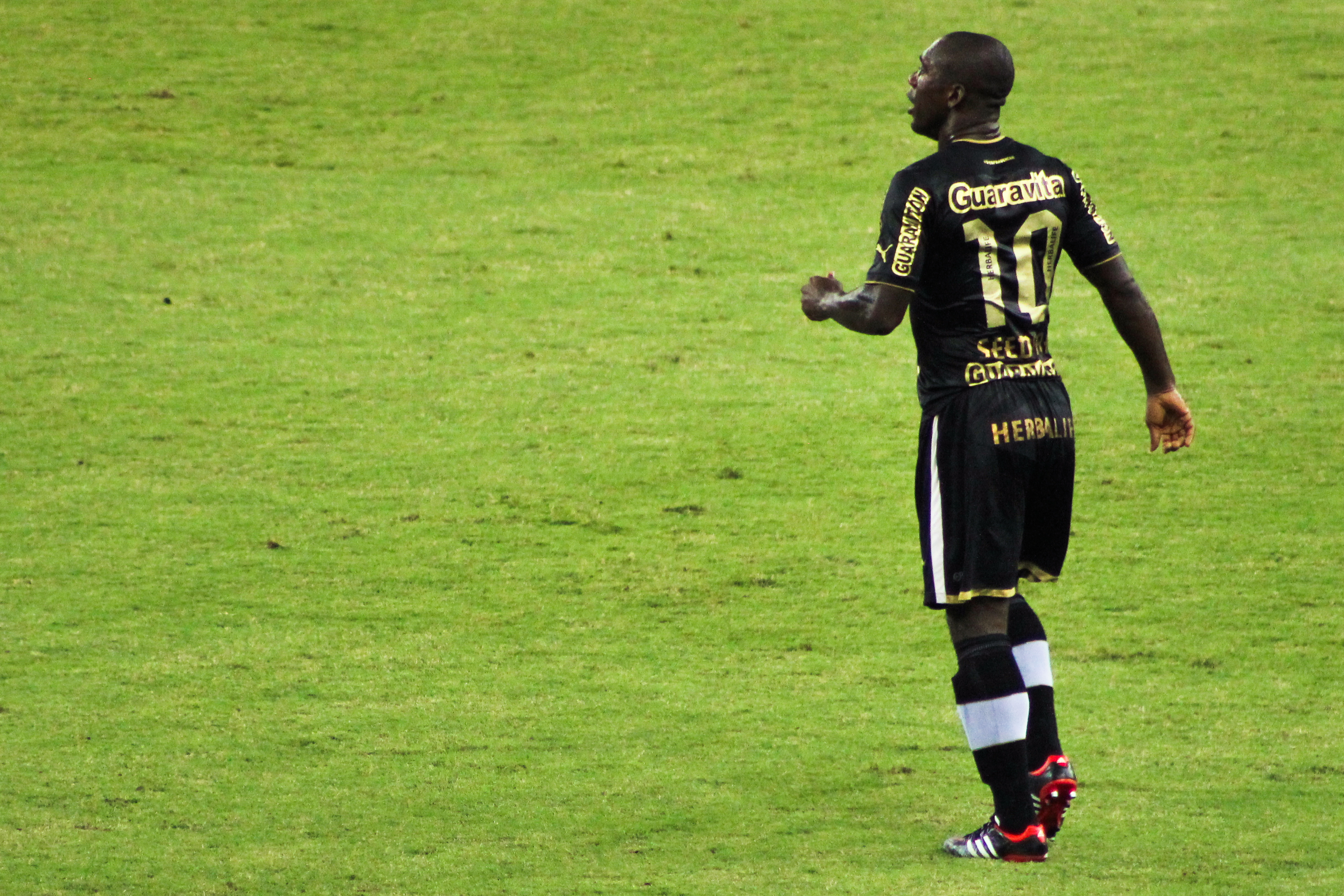
Seedorf thi đấu cho Botafogo năm 2013

Vào ngày 30 tháng 6 năm 2012, Seedorf ký hợp đồng hai năm với câu lạc bộ Brazil Botafogo. Tiền vệ kỳ cựu này đã ra mắt câu lạc bộ vào ngày 22 tháng 7 trong trận đấu với Grêmio. Vào ngày 5 tháng 8, Seedorf ghi bàn thắng đầu tiên cho Botafogo, khi thực hiện cú đá phạt vào lưới Atlético Goianiense. Vào ngày 5 tháng 9, Seedorf ghi hai bàn thắng và thực hiện một pha kiến tạo vào lưới Cruzeiro, giúp Botafogo giành chiến thắng 3–1. Vào ngày 3 tháng 2 năm 2013, lần đầu tiên trong sự nghiệp, Seedorf ghi một hat-trick vào lưới Macaé, trận đấu đầu tiên anh đá chính trong năm đó. Trước trận đấu đó, Seedorf đã chơi hiệp hai trước Fluminense và kiến tạo cho Bolívar, người đã ghi bàn gỡ hòa cho trận đấu.
Vào ngày 10 tháng 3 năm 2013, Seedorf giành được danh hiệu đầu tiên của mình với Botafogo: Taça Guanabara năm 2013 tại vòng đầu tiên của Campeonato Carioca năm 2013. Vào ngày 5 tháng 5, anh đã giành chiến thắng ở vòng hai của Campeonato Carioca 2013 – Taça Rio 2013 – trước Fluminense. Đó cũng là ngày anh giành được danh hiệu chính thức đầu tiên của mình cho Botafogo, Campeonato Carioca 2013, khi đội giành chiến thắng ở cả hai vòng và không cần trận chung kết. Vào ngày 6 tháng 6, Seedorf ghi bàn thắng thứ 100 của mình tại giải đấu quốc nội: 11 bàn với Ajax, 3 bàn với Sampdoria, 15 bàn với Real Madrid, 8 bàn với Inter, 47 bàn với Milan và 16 bàn với Botafogo. Vào ngày 14 tháng 1 năm 2014, Seedorf tuyên bố giải nghệ khỏi bóng đá chuyên nghiệp. Anh tuyên bố sẽ kết thúc sự nghiệp cầu thủ của mình để đảm nhận vị trí huấn luyện viên tại Milan sau khi Massimiliano Allegri bị sa thải.

### Quốc tế
Seedorf từng chơi tại Euro 1996, World Cup 1998, Euro 2000 và Euro 2004. Tuy nhiên, phần lớn ý kiến cho rằng sự nghiệp quốc tế của anh còn có thể kéo dài hơn nếu như không có quá nhiều những phen chống đối và bất bình với ban lãnh đạo. Một trong số đó có thể tính là bất bình với Marco van Basten, đã khiến ông gạch tên Seedorf khi ông lên nhậm chức huấn luyện viên của Hà Lan sau Euro 2004. Vì vậy anh không chơi trận nào tại vòng loại World Cup 2006, và Hà Lan cũng không vượt qua vòng này.
Vào ngày 12 tháng 11 năm 2006, Seedorf lại được gọi vào đội, lần đầu tiên kể từ tháng 6 năm 2004, để thay thế Wesley Sneijder bị chấn thương. Anh thi đấu đủ 90 phút trong trận giao hữu hoà 1-1 với Anh. Anh trở lại đội hình và thi đấu thêm vài trận nữa. Tuy nhiên, trong 2 trận đấu với Romania (hòa 0-0 trên sân nhà) và Slovenia (thắng 1-0 sân khách), van Basten chỉ cho anh đá 4 đến 6 phút mỗi trận. Seedorf phát biểu với giới truyền thông vào tháng 12 năm 2007: "anh cống hiến, và cống hiến, nhưng khi trở lại anh không nhận được gì". Tại tuyển quốc gia, có nhiều người mà Van Basten thích sử dụng để thay thế cho Seedorf đó là Rafael van der Vaart, Wesley Sneijder và Robin van Persie.
Vào 13 tháng 5 năm 2008, Seedorf tuyên bố từ chối lời kêu gọi vào đội tuyển Hà Lan tham dự Euro 2008, bởi vì anh không thể hợp tác với Marco Van Basten thêm nữa.

## Phong cách chơi bóng

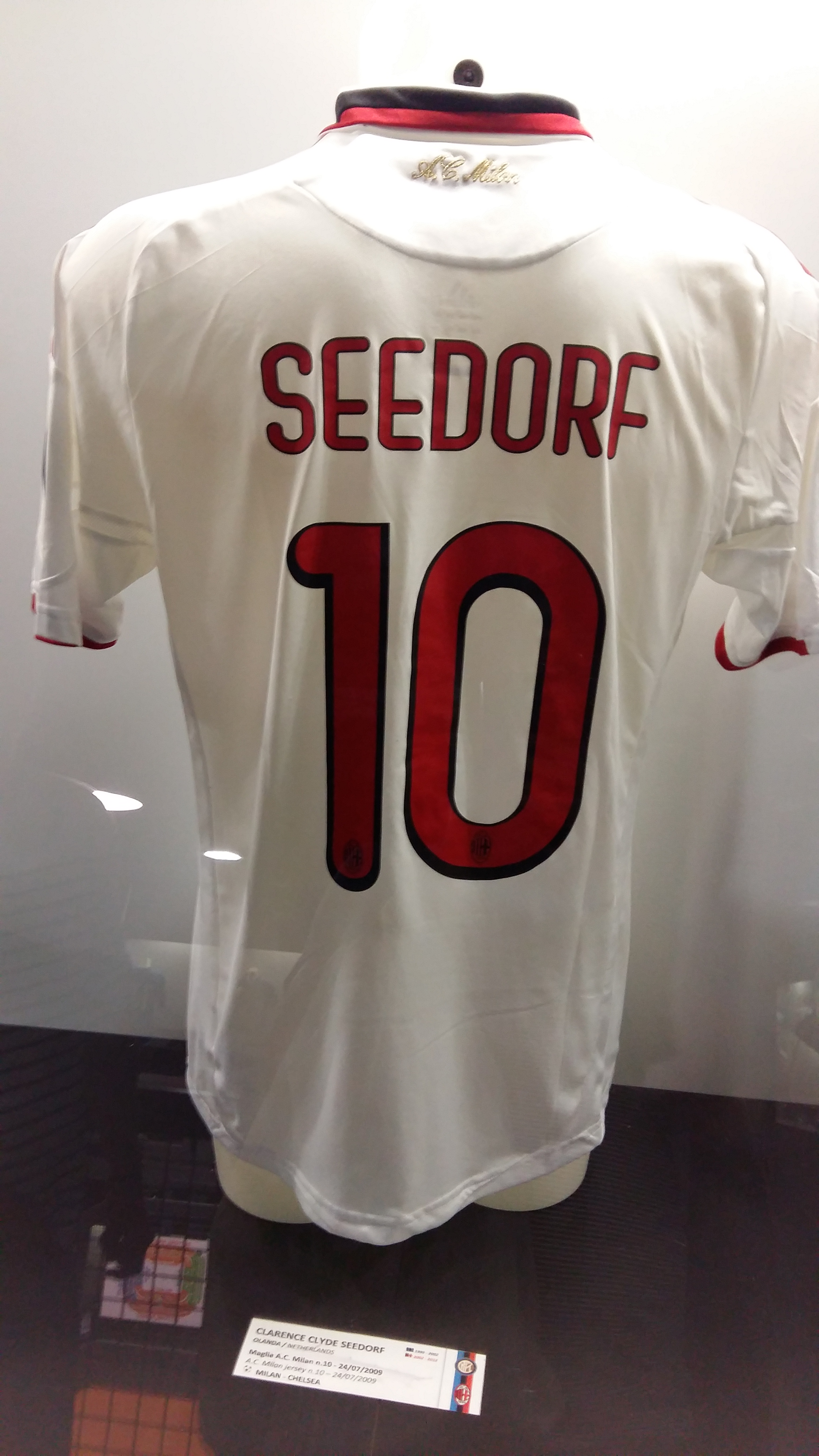
Áo đấu số 10 của Seedorf tại Milan trong bảo tàng San Siro

Có biệt danh là “Il Professore” và “Willy Wonka”, Seedorf là một cầu thủ toàn diện, chăm chỉ và đa năng, người được ban tặng sức mạnh, tốc độ, sức bền và các thuộc tính thể chất đáng chú ý, cho phép anh chơi ở bất kỳ vị trí nào trong tiền vệ và đóng góp cả về mặt tấn công và phòng thủ, nhờ vào trí thông minh chiến thuật đáng kể của mình; mặc dù anh chủ yếu đóng vai trò là một người kiến tạo ở trung tâm, trong suốt sự nghiệp của mình, anh cũng được triển khai như một tiền vệ tấn công, trên cánh, như một mezzala, hoặc trong vai trò phòng ngự hoặc tiền vệ box-to-box.
Một tiền vệ đẳng cấp thế giới, ngoài thể lực và đặc điểm thể thao, cũng như khả năng phá vỡ lối chơi của đối phương và giành lại quyền kiểm soát bóng, anh ấy là một cầu thủ thanh lịch, sáng tạo và là một trong những cầu thủ rê bóng xuất sắc, sở hữu kỹ thuật, kỹ năng chơi bóng và tầm nhìn vượt trội, giúp anh ấy giữ bóng khi chịu áp lực và sau đó chuyền bóng cho đồng đội đang lao lên; anh ấy cũng là một cầu thủ chuyền bóng chính xác và cầu thủ tạt bóng của đội. Seedorf cũng có khả năng ghi bàn nhờ khả năng sút xa mạnh mẽ và chính xác bằng cả hai chân; hơn nữa, anh ấy còn là một cầu thủ đá phạt có tỉ lệ hiệu quả rất cao. Mặc dù có lối chơi mạnh mẽ, năng nổ và bền bỉ, Seedorf được coi là một cầu thủ có hành vi tốt và chỉ bị đuổi khỏi sân hai lần trong toàn bộ sự nghiệp. Ngoài thành công và kỹ năng chơi bóng, Seedorf còn được ca ngợi vì sự nghiệp cầu thủ lâu dài của mình.

## Sự nghiệp huấn luyện
Sau khi sa thải Allegri, Seedorf đã tuyên bố giải nghệ và tuyên bố sẽ trở thành huấn luyện viên trưởng của AC Milan. Ngay trận đầu tiên anh cầm quân, Milan đã giành chiến thắng trước Hellas Verona nhờ bàn thắng của Mario Balotelli.
Mặc dù đã giúp câu lạc bộ giành được năm trận thắng đầu tiên kể từ năm 2011 và giành chiến thắng đầu tiên tại Serie A trong trận trận derby Milan trước Inter kể từ năm 2011, Seedorf đã bị Milan sa thải vào ngày 9 tháng 6 năm 2014 chỉ sau bốn tháng làm việc, và Filippo Inzaghi được chỉ định là người kế nhiệm ông. Trong thời gian chiến lược gia người Hà Lan dẫn dắt câu lạc bộ, Milan đã giành được tổng cộng 35 trên tổng số 57 điểm có thể đạt được - nhiều thứ tư trong số tất cả các đội bóng Serie A (ít hơn một điểm so với tổng số điểm tương ứng của Napoli và ít hơn sáu điểm so với Roma).
Seedorf được bổ nhiệm làm huấn luyện viên của Câu lạc bộ bóng đá Thâm Quyến tại Giải bóng đá hạng nhất Trung Quốc vào tháng 7 năm 2016, nhưng anh cũng bị bật bãi sau 5 tháng bởi huấn luyện viên Sven-Göran Eriksson. Một năm sau, Seedorf gia nhập câu lạc bộ Brazil Atlético Paranaense với tư cách vừa là huấn luyện viên vừa là giám đốc thể thao của câu lạc bộ Trong vòng một tháng, thỏa thuận đã bị hủy bỏ sau khi cả hai bên không đạt được thỏa thuận. Vào tháng 2 năm 2018, Seedorf được bổ nhiệm làm huấn luyện viên của câu lạc bộ Tây Ban Nha Deportivo de La Coruña cho phần còn lại của mùa giải 2017–18. Seedorf dẫn dắt đội bóng chỉ giành được hai chiến thắng trong mười sáu trận đấu, Deportivo đã xuống hạng khỏi La Liga, và vào cuối mùa giải, anh ấy đã xin từ chức từ phía câu lạc bộ.
Sau khi không thể đạt được thỏa thuận với Sven-Göran Eriksson, Liên đoàn bóng đá Cameroon đã bổ nhiệm Seedorf làm huấn luyện viên của Đội tuyển quốc gia Cameroon vào tháng 8 năm 2018. Anh ấy đã tham gia cùng đồng đội cũ Patrick Kluivert làm trợ lý huấn luyện viên. Tuy nhiên, sau một kỳ Cúp bóng đá châu Phi 2019 đáng thất vọng, nơi Cameroon với tư cách là nhà vô địch đã bị Nigeria loại ở vòng 16 đội sau vòng bảng không mấy ấn tượng, ông đã bị sa thải vào tháng 7 năm 2019.

## Cuộc sống cá nhân và công việc khác

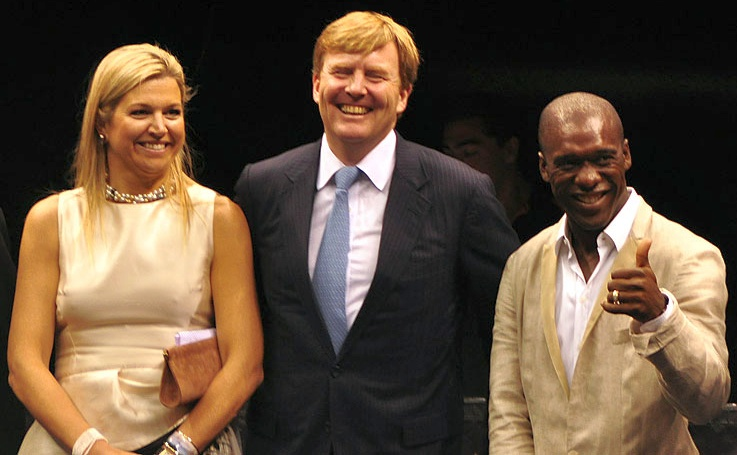
Seedorf trong một buổi họp báo cùng với Nữ hoàng Máxima và Vua Willem-Alexander của Hà Lan.

Seedorf có thể nói lưu loát được sáu thứ tiếng: Tiếng Hà Lan, Tiếng Anh, Tiếng Ý, Tiếng Bồ Đào Nha, Tiếng Tây Ban Nha và Sranan Tongo. Ông thường được coi là một nhân vật có tinh thần, thông minh và hùng biện trong bóng đá, và trong một cuộc phỏng vấn vào năm 2011, Seedorf tuyên bố rằng anh đang học để lấy bằng thạc sĩ kinh doanh tại Đại học Bocconi danh tiếng ở Milan; Vì lý do này, ông được gọi bằng biệt danh "il professore" ("giáo sư") trong thời gian chơi cho Milan. Seedorf kết hôn với một phụ nữ Brazil, Luviana Seedorf, người mà anh cùng sở hữu một nhà hàng tên là Finger's ở Milan. Họ có bốn người con. Sau khi ly thân với vợ, anh bắt đầu mối quan hệ với Sophia Makramati, người Canada gốc Iran và cải đạo sang đạo Hồi trong một buổi lễ vào tháng 3 năm 2022 tại Dubai.
Seedorf đã tham gia vào công việc liên quan đến truyền thông trong những năm gần đây. Năm 2009, anh đã làm việc với The New York Times để điều hành một chuyên mục có tiêu đề "Seedorf phản hồi", trong đó một tháng một lần anh sẽ trả lời các câu hỏi của mọi người về bóng đá. Ông tham gia nhóm BBC đưa tin về FIFA World Cup 2010 tại Nam Phi, làm việc với tư cách là một bình luận viên truyền hình. Ông cũng trình bày một số bài viết cho chương trình đưa tin của BBC, bao gồm bài viết về Đảo Robben. Anh ấy đã tham gia chương trình tường thuật trực tiếp Trận đấu trong ngày của BBC về UEFA Euro 2012. Anh ấy cũng đã xuất hiện trong chương trình Trận đấu trong ngày 2 trong suốt mùa giải bóng đá Anh.
Vì mối liên hệ chặt chẽ với đất nước Suriname, nơi ông sinh ra, ông tham gia vào nhiều dự án phát triển xã hội tại đó. Ông đã xây dựng "Sân vận động Clarence Seedorf" của riêng mình tại quận Para ở Suriname. Tại sân vận động này, Giải vô địch Para Juniors của Suriname đang được tổ chức và các đội của Suri Profs & SV The Brothers thường xuyên chơi ở đó. Với Quỹ Champions for Children, ông hỗ trợ các dự án vì mục đích tốt đẹp ở Suriname. Vì điều này, Suriname đã vinh danh ông là Chỉ huy của Huân chương Ngôi sao vàng cao cấp, và vào năm 2011, ông được phong làm Hiệp sĩ của Huân chương Orange-Nassau (OON).
Vào năm 2012 và 2014, Seedorf đã tham gia Soccer Aid, một trận đấu từ thiện tại Old Trafford với các cựu cầu thủ chuyên nghiệp và người nổi tiếng. Anh đã chơi cho đội "The Rest of the World" đấu với đội tuyển Anh. Vào năm 2014, anh đã ghi được một hat-trick, giúp The Rest of the World giành chiến thắng 4–2; giúp cả đội quyên góp được tổng cộng hơn 4 triệu bảng Anh.
Cháu trai của Clarence, Collin Seedorf, cũng là một cầu thủ bóng đá chuyên nghiệp và hiện đang chơi cho câu lạc bộ Hà Lan, PSV Eindhoven.

## Thống kê sự nghiệp

### Câu lạc bộ
| Câu lạc bộ          | Mùa giải            | Giải đấu            | Giải đấu | Giải đấu | Cúp quốc gia | Cúp quốc gia | Châu lục | Châu lục | Khác | Khác | Tổng cộng | Tổng cộng |
| Câu lạc bộ          | Mùa giải            | Hạng đấu            | Trận     | Bàn      | Trận         | Bàn          | Trận     | Bàn      | Trận | Bàn  | Trận      | Bàn       |
| ------------------- | ------------------- | ------------------- | -------- | -------- | ------------ | ------------ | -------- | -------- | ---- | ---- | --------- | --------- |
| Ajax                | 1992–93             | Eredivisie          | 12       | 1        | 3            | 0            | 3        | 0        | –    | –    | 18        | 1         |
| Ajax                | 1993–94             | Eredivisie          | 19       | 4        | 2            | 0            | 2        | 0        | 1    | 0    | 24        | 4         |
| Ajax                | 1994–95             | Eredivisie          | 34       | 6        | 3            | 0            | 11       | 0        | 1    | 0    | 49        | 6         |
| Ajax                | Tổng cộng           | Tổng cộng           | 65       | 11       | 8            | 0            | 16       | 0        | 2    | 0    | 91        | 11        |
| Sampdoria           | 1995–96             | Serie A             | 32       | 3        | 2            | 1            | –        | –        | –    | –    | 34        | 4         |
| Real Madrid         | 1996–97             | La Liga             | 38       | 6        | 4            | 0            | –        | –        | –    | –    | 42        | 6         |
| Real Madrid         | 1997–98             | La Liga             | 36       | 6        | 0            | 0            | 11       | 0        | 2    | 1    | 49        | 7         |
| Real Madrid         | 1998–99             | La Liga             | 37       | 3        | 5            | 1            | 8        | 3        | 2    | 0    | 52        | 7         |
| Real Madrid         | 1999–2000           | La Liga             | 10       | 0        | 0            | 0            | 6        | 0        | 0    | 0    | 16        | 0         |
| Real Madrid         | Tổng cộng           | Tổng cộng           | 121      | 15       | 9            | 1            | 25       | 3        | 4    | 1    | 159       | 20        |
| Inter Milan         | 1999–2000           | Serie A             | 20       | 3        | 5            | 2            | –        | –        | –    | –    | 25        | 5         |
| Inter Milan         | 2000–01             | Serie A             | 24       | 2        | 4            | 0            | 7        | 3        | 1    | 0    | 36        | 5         |
| Inter Milan         | 2001–02             | Serie A             | 20       | 3        | 2            | 1            | 10       | 0        | –    | –    | 32        | 4         |
| Inter Milan         | Tổng cộng           | Tổng cộng           | 64       | 8        | 11           | 3            | 17       | 3        | 1    | 0    | 93        | 14        |
| AC Milan            | 2002–03             | Serie A             | 29       | 4        | 3            | 2            | 16       | 1        | –    | –    | 48        | 7         |
| AC Milan            | 2003–04             | Serie A             | 29       | 3        | 5            | 0            | 8        | 0        | 3    | 0    | 45        | 3         |
| AC Milan            | 2004–05             | Serie A             | 32       | 5        | 4            | 1            | 13       | 1        | 0    | 0    | 49        | 7         |
| AC Milan            | 2005–06             | Serie A             | 36       | 4        | 2            | 1            | 11       | 1        | –    | –    | 49        | 6         |
| AC Milan            | 2006–07             | Serie A             | 32       | 7        | 5            | 0            | 14       | 3        | –    | –    | 51        | 10        |
| AC Milan            | 2007–08             | Serie A             | 32       | 7        | 0            | 0            | 7        | 2        | 3    | 1    | 42        | 10        |
| AC Milan            | 2008–09             | Serie A             | 33       | 6        | 1            | 0            | 7        | 0        | –    | –    | 41        | 6         |
| AC Milan            | 2009–10             | Serie A             | 29       | 5        | 0            | 0            | 8        | 1        | –    | –    | 37        | 6         |
| AC Milan            | 2010–11             | Serie A             | 30       | 4        | 2            | 0            | 8        | 0        | –    | –    | 40        | 4         |
| AC Milan            | 2011–12             | Serie A             | 18       | 2        | 3            | 1            | 8        | 0        | 1    | 0    | 30        | 3         |
| AC Milan            | Tổng cộng           | Tổng cộng           | 300      | 47       | 25           | 5            | 100      | 9        | 7    | 1    | 432       | 62        |
| Botafogo            | 2012                | Série A             | 24       | 8        | 0            | 0            | 1        | 1        | 0    | 0    | 25        | 9         |
| Botafogo            | 2013                | Série A             | 34       | 8        | 8            | 0            | 0        | 0        | 0    | 0    | 42        | 8         |
| Botafogo            | Tổng cộng           | Tổng cộng           | 58       | 16       | 8            | 0            | 1        | 1        | 0    | 0    | 67        | 17        |
| Tổng cộng sự nghiệp | Tổng cộng sự nghiệp | Tổng cộng sự nghiệp | 640      | 100      | 57           | 7            | 159      | 16       | 14   | 2    | 842       | 124       |

1. ↑  Bao gồm Campeonato Carioca
2. ↑  Bao gồm KNVB Cup, Coppa Italia, Copa del Rey, Copa do Brasil
3. 1 2 3  Số lần ra sân tại UEFA Cup
4. ↑  Số lần ra sân tại UEFA Cup Winners' Cup
5. 1 2  Ra sân tại Siêu cúp bóng đá Hà Lan
6. 1 2 3 4 5 6 7 8 9 10 11 12 13  Số lần ra sân tại UEFA Champions League
7. ↑  Số lần ra sân tại Supercopa de España
8. ↑  Một lần ra sân tại UEFA Super Cup, một lần ra sân tại Intercontinental Cup
9. ↑  Hai lần ra sân tại UEFA Champions League, năm lần ra sân và ba bàn thắng tại UEFA Cup
10. 1 2  Ra sân tại Supercoppa Italiana
11. ↑  Một lần ra sân tại Supercoppa Italiana, một lần ra sân tại UEFA Super Cup, một lần ra sân tại Intercontinental Cup
12. ↑  Một lần ra sân tại UEFA Super Cup, hai lần ra sân và một bàn thắng tại FIFA Club World Cup

### Quốc tế
| Đội tuyển quốc gia | Năm       | Trận | Bàn |
| ------------------ | --------- | ---- | --- |
| Hà Lan             | 1994      | 1    | 1   |
| Hà Lan             | 1995      | 7    | 3   |
| Hà Lan             | 1996      | 11   | 2   |
| Hà Lan             | 1997      | 7    | 0   |
| Hà Lan             | 1998      | 12   | 1   |
| Hà Lan             | 1999      | 7    | 0   |
| Hà Lan             | 2000      | 10   | 2   |
| Hà Lan             | 2001      | 4    | 1   |
| Hà Lan             | 2002      | 2    | 1   |
| Hà Lan             | 2003      | 7    | 0   |
| Hà Lan             | 2004      | 9    | 0   |
| Hà Lan             | 2005      | 0    | 0   |
| Hà Lan             | 2006      | 1    | 0   |
| Hà Lan             | 2007      | 8    | 0   |
| Hà Lan             | 2008      | 1    | 0   |
| Tổng cộng          | Tổng cộng | 87   | 11  |

Tỷ số và kết quả sẽ liệt kê số bàn thắng của Hà Lan trước, cột tỷ số sẽ hiển thị số điểm sau mỗi bàn thắng của Seedorf.
| No. | Ngày                 | Địa điểm                                       | Đối thủ          | Bàn thắng | Kết quả | Giải đấu                      |
| --- | -------------------- | ---------------------------------------------- | ---------------- | --------- | ------- | ----------------------------- |
| 1   | 14 tháng 12 năm 1994 | De Kuip, Rotterdam, Hà Lan                     | Luxembourg       | 5–0       | 5–0     | Vòng loại UEFA Euro 1996      |
| 2   | 29 tháng 3 năm 1995  | De Kuip, Rotterdam, Hà Lan                     | Malta            | 1–0       | 4–0     | Vòng loại UEFA Euro 1996      |
| 3   | 11 tháng 10 năm 1995 | Sân vận động Quốc gia, Ta' Qali, Attard, Malta | Malta            | 4–0       | 4–0     | Vòng loại UEFA Euro 1996      |
| 4   | 15 tháng 11 năm 1995 | De Kuip, Rotterdam, Hà Lan                     | Na Uy            | 1–0       | 3–0     | Vòng loại UEFA Euro 1996      |
| 5   | 4 tháng 6 năm 1996   | De Kuip, Rotterdam, Hà Lan                     | Cộng hòa Ireland | 2–1       | 3–1     | Giao hữu                      |
| 6   | 14 tháng 12 năm 1996 | Sân vận động Nhà vua Baudouin, Brussels, Bỉ    | Bỉ               | 2–0       | 3–0     | Vòng loại FIFA World Cup 1998 |
| 7   | 21 tháng 2 năm 1998  | Orange Bowl, Miami, Hoa Kỳ                     | Hoa Kỳ           | 2–0       | 2–0     | Giao hữu                      |
| 8   | 7 tháng 10 năm 2000  | Sân vận động GSP, Nicosia, Síp                 | Síp              | 1–0       | 4–0     | Vòng loại FIFA World Cup 2002 |
| 9   | 7 tháng 10 năm 2000  | Sân vận động GSP, Nicosia, Síp                 | Síp              | 2–0       | 4–0     | Vòng loại FIFA World Cup 2002 |
| 10  | 6 tháng 10 năm 2001  | Sân vận động GelreDome, Arnhem, Hà Lan         | Andorra          | 2–0       | 4–0     | Vòng loại FIFA World Cup 2002 |
| 11  | 16 tháng 10 năm 2002 | Sân vận động Ernst Happel, Vienna, Áo          | Áo               | 1–0       | 3–0     | Vòng loại UEFA Euro 2004      |

## Danh hiệu
Ajax
- Eredivisie: 1993–94, 1994–95
- KNVB Cup: 1992–93
- Johan Cruijff Shield: 1993
- UEFA Champions League: 1994–95[51]

Real Madrid
- La Liga: 1996–97
- Supercopa de España: 1997
- UEFA Champions League: 1997–98[51][52]
- Intercontinental Cup: 1998

AC Milan
- Serie A: 2003–04, 2010–11
- Coppa Italia: 2002–03
- Supercoppa Italiana: 2011
- UEFA Champions League: 2002–03, 2006–07[51]
- UEFA Super Cup: 2003, 2007
- FIFA Club World Cup: 2007

Botafogo
- Campeonato Carioca: 2013

Cá nhân
- Cầu thủ Hà Lan xuất sắc nhất: 1993, 1994[53]
- Đội hình xuất sắc nhất năm của ESM: 1996–97[54]
- Đội hình xuất sắc nhất năm của UEFA: 2002,[55] 2007[56]
- Tiền vệ xuất sắc nhất mùa giải của UEFA: 2006–07[57]
- Quả bóng bạc FIFA Club World Cup: 2007[58]
- FIFPro World XI Đề cử: 2007[59]
- Đội hình xuất sắc nhất thế kỷ Real Madrid: 2008[60]
- Bola de Prata: 2013[61]
- Knight of the Order of Orange-Nassau[62]
- Commander of the Honorary Order of the Yellow Star[63]
- Nelson Mandela Legacy Champion[64]
- FIFA 100[65]
- AC Milan Hall of Fame[12]
- Bàn chân vàng: 2018[66]